# 涛源镇
涛源镇，是中华人民共和国云南省丽江市永胜县下辖的一个乡镇级行政单位。

## 行政区划
涛源镇下辖以下地区：
涛源村、金江村、安坪村、东安村、沿江村、甘庄村、太极村、西安村、嘉禾村、保和村和上六村。